# Stark Naked and Absolutely Live
Stark Naked and Absolutely Live – oficjalny koncertowy album "na żywo" zespołu Alphaville, który został wydany 26 lipca 2000. Album zawiera również końcowe nagranie "Apollo", które zostało wzbogacone w akustyczną weresję utworu "Dance with Me".

## Lista utworów
| Utwór                                                        | Koncert                       | Długość |
| ------------------------------------------------------------ | ----------------------------- | ------- |
| "Sounds Like a Melody"                                       | Salt Lake City, 17 lipca 1999 | 6:50    |
| "Guardian Angel"                                             | Paryż, 19 maja 1999           | 4:30    |
| "Cosmopolitician"                                            | Salt Lake City, 17 lipca 1999 | 5:56    |
| "A Victory of Love"                                          | Salt Lake City, 17 lipca 1999 | 5:02    |
| "Monkey in the Moon"                                         | Salt Lake City, 17 lipca 1999 | 4:44    |
| "New Horizons"                                               | Moskwa, 11 maja 1998          | 5:48    |
| "Wishful Thinking"                                           | Singapur, 8 sierpnia 1998     | 5:20    |
| "Jerusalem"                                                  | Salt Lake City, 17 lipca 1999 | 4:04    |
| "Flame"                                                      | Salt Lake City, 17 lipca 1999 | 4:06    |
| "Big in Japan"                                               | Kijów, 29 stycznia 1999       | 6:05    |
| "Forever Young"                                              | Sztokholm, 29 stycznia 1999   | 5:43    |
| "Apollo" (+ wersja akustyczna singla "Dance with Me" - 9:22) | Salt Lake City, 17 lipca 1999 | 14:50   |